# Danzig 5: Blackacidevil
Blackacidevil es el quinto disco de la banda Danzig, lanzado en 1996 por el sello Hollywood Records y bajo la dirección de Glenn Danzig, cantante y líder del grupo musical.
La banda Danzig muta desde sus integrantes hasta su sonido y esto tiene que ver con el rumbo impuesto por Glenn, que había comenzado a mostrar en el disco Danzig 4. Este álbum es meramente industrial, utilizando sintetizadores, sampleos, programaciones, distorsiones saturadas, etc. Pero las letras siguen con el sello de Glenn.
La placa tiene el aporte de Jerry Cantrell, guitarrista de Alice in Chains, y Mark Chaussee, exguitarrista de Fight, como invitados y contiene una versión de "Hand of Doom" de Black Sabbath.

## Lista de canciones
Todos los temas fueron escritos por Glenn Danzig, excepto "Hand of Doom".
1. 7th House
2. Blackacidevil
3. See All You Were
4. Sacrifice
5. Hint of Her Blood
6. Serpentia
7. Come to Silver
8. Hand of Doom: version  (Black Sabbath)
9. Power of Darkness
10. Ashes

## Créditos
- Glenn Danzig - voz, bajo, guitarra, telados
- Joey Castillo - batería
- Joseph Bishara - teclado, programación
- Josh Lazie - bajo en "Sacrifice"

Invitados:
- Jerry Cantrell - guitarra en "See All You Were", "Come To Silver" y "Hand Of Doom"
- Mark Chaussee - guitarra en "Sacrifice" y "Serpentia"

chuky loco como baterista sec

## Producción
- Producción artística: Glenn Danzig
- Ingenieros de grabación y mezcla: Bill Kennedy y Mike "Baumie" Baumgartner en A&M Recording Studios
- Masterizado: Tom Baker en Future Disc Systems
- Edición Digital: Pat Sulilivan en A&M Recording Studios
- Fotografía: Dirk Walter

- Datos: Q3282114